# Kunihiko Ikuhara
Kunihiko Ikuhara (幾原邦彦 Ikuhara Kunihiko) (Tokushima, 21 de Dezembro de 1964) é um diretor e roteirista japonês que colabora com diversos artistas, para ajudar na criação de um anime ou mangá. O trabalho mais conhecido como diretor foi no anime Revolutionary Girl Utena.

## Trabalhos
| Ano  | Título                  | Função               |
| ---- | ----------------------- | -------------------- |
| 1993 | Meikuappu! Sêrâ Senshi  | Diretor              |
| 1992 | Sailor Moon             | Diretor de Episódio  |
| 1991 | Kingyo Chûihô!          | Diretor              |
| 1997 | Shôjo Kakumei Utena     | Diretor - Roteirista |
| 1999 | Adolescence Mokushiroku | Diretor - Roteirista |
| 2011 | Mawaru Penguindrum      | Diretor - Roteirista |
| 2015 | Yuri Kuma Arashi        | Diretor - Roteirista |
| 2019 | Sarazanmai              | Diretor - Roteirista |